# Max Planck
Max Karl Ernst Ludwig Planck (23 tháng 4 năm 1858 – 4 tháng 10 năm 1947) là một nhà vật lý người Đức, được xem là người sáng lập cơ học lượng tử và do đó là một trong những nhà vật lý quan trọng nhất của thế kỷ 20. Ông đạt giải Nobel vật lý năm 1918.

## Cuộc đời và sự nghiệp

### Gia thế và niên thiếu

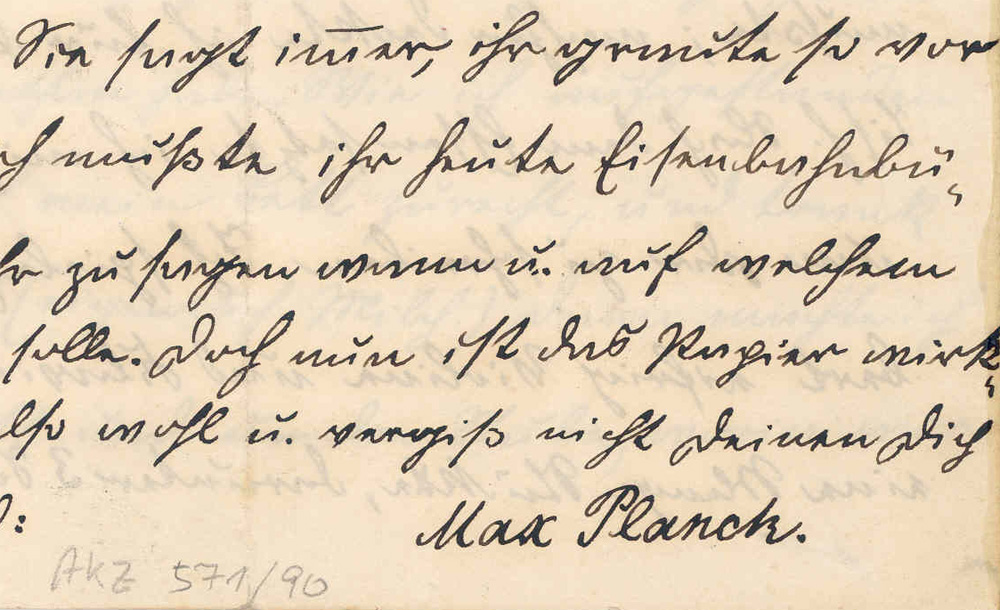
Chữ ký của Max Planck năm 10 tuổi.

Max Planck xuất thân từ một gia đình có truyền thống học thuật. Ông cố Heinrich Ludwig Planck (1785–1831) và ông nội Heinrich Ludwig Planck (1785–1831) là giáo sư ngành Thần học tại Göttingen. Bố của ông, Wilhelm Johann Julius Planck (1817–1900), là giáo sư ngành luật tại Kiel và München; người chú Gottlieb Planck (1824–1907) cũng là một luật sư, là một trong những người góp phần chủ yếu lập bộ Công dân luật (Bürgerliches Gesetzbuch, viết tắt BGB).
Ông ra đời ngày 23 tháng 4 năm 1858 tại Kiel, là con của Johann Julius Wilhelm Planck và người vợ thứ hai là Emma Patzig (1821–1914); ông có bốn anh chị em ruột (Hermann, Hildegard, Adalbert và Otto), cũng như hai anh chị cùng cha khác mẹ (Hugo và Emma) đời vợ trước của Johann Julius Wilhelm Planck. Ông sống những năm đầu tại Kiel cho đến khi gia đình chuyển về München. Nơi đây, ông đi học ở trường trung học Maximilian; một trong những người bạn học của ông là người sáng lập Viện bảo tàng Đức (Deutsches Museum) Oskar von Miller. Ông tốt nghiệp phổ thông năm 17 tuổi.

### Học tập

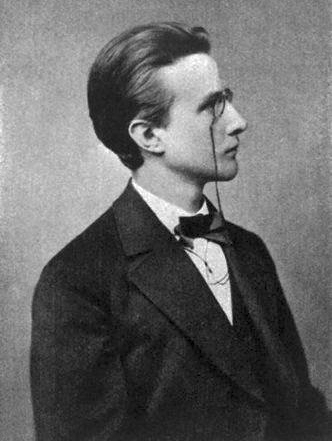
Planck thời trẻ, 1878

Planck rất có khiếu về âm nhạc. Ông chơi đàn dương cầm, phong cầm, cello và được đào tạo giọng hát. Ông sáng tác bài ca và một ca kịch nhỏ (Operette, 1876) cho hội sinh viên của ông, Câu lạc bộ ca nhạc München. Nhưng thay vì học âm nhạc, ông quyết định học vật lý.
Giáo sư vật lý tại München, Philipp von Jolly, khuyên ông không nên học bộ môn này vì "trong ngành này hầu như tất cả đã được nghiên cứu, và công việc còn lại chỉ là việc trám vá một vài chỗ thiếu sót không quan trọng" ("in dieser Wissenschaft schon fast alles erforscht sei, und es gelte, nur noch einige unbedeutende Lücken zu schließen") – một quan điểm được nhiều nhà vật lý thời đó đại diện. Planck ứng đáp rằng: "Tôi không ôm ấp nguyện vọng khai phá đất mới mà chỉ muốn hiểu những cơ sở đã có của khoa học vật lý, và nếu có thể, đi sâu thêm nữa" ("Ich hege nicht den Wunsch, Neuland zu entdecken, sondern lediglich, die bereits bestehenden Fundamente der physikalischen Wissenschaft zu verstehen, vielleicht auch noch zu vertiefen"). Và ông bắt đầu học ngành vật lý vào năm 1874 tại Đại học München.
Nơi Jolly, Planck thực hiện các buổi thí nghiệm duy nhất trong cả cuộc đời nghiên cứu của ông (về sự khuếch tán của khinh khí qua sự nung nóng platin); không bao lâu sau, ông chuyển qua ngành vật lý lý thuyết.
Planck đến Berlin học một năm (1877-1878) để học tập với những nhà vật lý học nổi danh là Hermann von Helmholtz và Gustav Kirchhoff cũng như nhà toán học Karl Weierstraß. Planck ghi như sau về Helmholtz: "... chẳng bao giờ chuẩn bị tốt, nói lắp bắp, luôn tính sai và làm người nghe nhàm chán", và nói về Kirchhoff: "... chuẩn bị bài dạy kĩ lưỡng, tuy nhiên, khô khan và đơn điệu". Mặc dù vậy, ông kết bạn rất thân với Helmholtz. Phần lớn ông tự học từ những bài viết của Rudolf Clausius. Qua ảnh hưởng này mà lĩnh vực nghiên cứu của ông sau này trở thành lý thuyết nhiệt học.
Tháng 10 năm 1878, ông kết thúc chương trình cao học (Lehramtsexamen), và trình luận án tiến sĩ tháng 3 năm 1879 mang tên "Luận về nguyên tắc thứ hai của nhiệt động lực học" (Über den zweiten Hauptsatz der mechanischen Wärmetheorie). Tháng 6 năm 1880, ông trình luận án hậu tiến sĩ (Habilitationsschrift) với tựa đề "Trạng thái quân bình của các vật đẳng hướng ở các nhiệt độ khác nhau" (Gleichgewichtszustände isotroper Körper in verschiedenen Temperaturen).

### Sự nghiệp học thuật
Sau khi trình luận án hậu tiến sĩ, ông làm giảng sư không công tại München để chờ ứng cử giáo sư. Mặc dù các chuyên gia thời đó không lưu tâm đến ông, Max Planck vẫn tiếp tục công trình nghiên cứu trong lĩnh vực lý thuyết nhiệt học, dần dần phát triển một dạng hình thức của nhiệt động học như Josiah Willard Gibbs nhưng không biết về điểm này. Khái niệm entropy – vốn được Clausius đề nhập – giữ vai trò trung tâm trong công trình của ông.
Tháng 4 năm 1885, Đại học Christian-Albrecht ở Kiel cử Planck làm phó giáo sư (Extraordinarius) môn Vật lý lý thuyết. Lương một năm của ông lúc đó là 2000 RM (Reichsmark). Các công trình nghiên cứu về entropy và cách ứng dụng nó – phần lớn để đáp ứng những vấn đề vật lý hóa học – được tiến triển. Ông đưa ra lời giải thích từ phía nhiệt động học cho thuyết phân chế điện giải (elektrolytische Dissoziationstheorie) của Svante Arrhenius. Nhưng Svante Arrhenius lại tỏ vẻ khước từ quan điểm này. Trong thời kì dạy ở Kiel này, Planck đã bắt đầu công trình nghiên cứu phân tích giả thiết nguyên tử (Atomhypothese).
Tháng 4 năm 1889, Planck được bổ nhiệm kế thừa Kirchhoff tại Berlin (người ta cho là qua sự giới thiệu của Helmholtz); từ 1892 trở đi, ông là giáo sư chính vị (Ordinarius). Lương năm của ông giờ đây là 6200 RM (cộng thêm khoảng 1000 RM cho phí dụng và bản quyền).
Năm 1907, Planck được mời làm giáo sư kế thừa Boltzmann tại Viên, nhưng ông từ chối, ở lại Berlin và để đáp ân thầy mình, sinh viên Berlin thực hiện buổi biểu tình cầm đuốc ở đây. Ông về hưu danh dự ngày 1 tháng 10 năm 1907; người thừa kế ông là Erwin Schrödinger.

### Gia đình
Tháng 3 năm 1887, Planck cưới em gái của một người bạn học trung học, bà Marie Merck (1861–1909). Gia đình sống tại Kiel, đường Wilhelminenstraße 43, trọ cùng nhà với một gia đình thợ mộc. Ông có bốn người con với đời vợ này: Karl (1888–1916), hai chị em song sinh Emma (1889–1919) và Grete (1889–1917) cũng như Erwin (1893–1945).
Sau khi nhậm chức tại Berlin, gia đình Planck trú tại một villa đường Wangenheim 21, Berlin-Grunewald. Nhiều giáo sư đại học Berlin sống xung quanh và nhà của Planck trở thành trung tâm hoạt động xã hội và âm nhạc. Thuộc về những người khách thường lai vãng là những nhà khoa học nổi danh như Albert Einstein, Otto Hahn và Lise Meitner. Truyền thống tấu nhạc với nhau vốn bắt nguồn từ gia đình của Helmholtz.
Tuy nhiên, sau những năm hạnh phúc này thì gia đình Planck phải chịu nhiều hoạ nạn: Marie Planck chết ngày 17 tháng 10 năm 1909, có lẽ vì bệnh lao. Tháng 3 năm 1911, Planck cưới Marga von Hoesslin (1882–1948) và người con trai thứ ba của ông, Herrmann, sinh ra vào tháng 12.
Trong Chiến tranh thế giới thứ nhất, con trai Karl của ông chết tại Verdun (Pháp), Erwin bị lính Pháp bắt giam năm 1914. Năm 1917, Grete chết trong khi sinh đứa con đầu. Chồng cô sau cưới cô em là Emma, là người sau hai năm chết cũng dưới những hoàn cảnh như vậy. Max Planck kham chịu những thảm hoạ này với một sự điềm tĩnh bất động. Hai đứa cháu gái sau mang tên của mẹ là Grete và Emma.
Cuối cùng, vào tháng 1 năm 1945, Erwin Planck bị buộc tội tham dự cuộc ám sát Hitler không thành công và xử tử hình.Vào ngày hôm đó, ông ngồi bên chiếc đàn dương cầm và đánh lên những giai điệu mà đứa con trai ông yêu thích

### Giáo sư tại Berlin
Tại Berlin, Planck gia nhập Hiệp hội Vật lý Berlin và ghi lại như sau về thời gian này: "Lúc đó, tôi là nhà lý thuyết độc nhất và vì vậy, môi trường xung quanh không dễ mấy chính vì tôi đề xuất thuyết entropy, một thuyết đương thời không được ưa chuộng vì là một quái vật toán học". Qua sự đề nghị của ông mà Hội Vật lý tự đổi tên là Hiệp hội Vật lý Đức (Deutsche Physikalische Gesellschaft, DPG) vào năm 1898.
Planck dạy môn vật lý lý thuyết trong sáu học kỳ. Lise Meitner ghi lại là "lãnh đạm, hơi bàng quan". Một người dự thính người Anh khác nhắc lại là Planck "không cần giấy ghi chú, không bao giờ phạm lỗi, không bao giờ ngập ngừng; người thuyết giảng hay nhất mà tôi đã chứng kiến" (James R. Partington). Số người tham dự những buổi dạy của ông lên từ 18 (1890) đến 143 (1909). Thính giả người Anh còn ghi thêm: "Lúc nào cũng có người đứng quanh giảng đường. Vì giảng đường khá nóng và chật nên một vài người tham dự thỉnh thoảng ra ngoài hành lang, nhưng sự việc này không quấy nhiễu buổi dạy". Planck không lập trường phái nào và tổng cộng có được 20 nghiên cứu sinh với những tên tiêu biểu sau đây:
- Max Abraham 1897 (1875–1922)
- Moritz Schlick 1904 (1882–1936)
- Walther Meißner 1906 (1882–1974)
- Max von Laue 1906 (1879–1960)
- Fritz Reiche 1907 (1883–1960)
- Walter Schottky 1912 (1886–1976)
- Walther Bothe 1914 (1891–1957)

### Định luật bức xạ
Vào khoảng thời gian 1894, Planck bắt đầu chú ý đến vấn đề bức xạ của hắc thể hay vật đen vốn đã được Kirchhoff dùng công thức để trình bày vào năm 1859: Cường độ của sự bức xạ điện từ mà một hắc thể (được xem là một vật hấp thu lý tưởng, cũng được gọi là lỗ hổng bức xạ) phát ra trong trạng thái bình hoành nhiệt động lực liên quan như thế nào với tần số của sự bức xạ (ví dụ như màu của ánh sáng) và nhiệt độ của vật thể? Vấn đề này được nghiên cứu trong viện vật lý và kĩ thuật, nhưng định luật Rayleigh-Jeans không thể được áp dụng để giải thích những kết quả thí nghiệm với tần số cao. Wilhelm Wien lập công thức xử lý được các kết quả thí nghiệm ở tần số cao, nhưng lại bó tay trước kết quả ở tần số thấp (định luật bức xạ Wien).
Planck sáp nhập hai định luật và qua sự tiếp cận bằng thuyết entropy, ông tìm ra định luật miêu tả rất tốt kết quả thí nghiệm, định luật bức xạ Planck; định luật này được trình bày lần đầu trong một cuộc họp của DPG ngày 19 tháng 10 năm 1900.
Ngày 14 tháng 12 năm 1900, ông đã trình bày lý thuyết của định luật bức xạ; nhưng vì thế mà ông áp dụng cơ học thống kê của nhà vật lý học Ludwig Boltzmann, vốn bị ông phản bác. Ông cự tuyệt mọi quan niệm thống kê thuần tuý về định luật hai nhiệt động lực học (theo nó, entropy không bao giờ giảm với thời gian), bởi vì ông xem xét nó dưới khía cạnh tự minh bạch: "... một hành động của tuyệt vọng... tôi đã sẵn sàng hi sinh những gì xưa nay tôi tin chắc trong vật lý" ("... ein Akt der Verzweiflung... ich war zu jedem Opfer an meinen bisherigen physikalischen Überzeugungen bereit..."). So sánh với nó thì giả định năng lượng chỉ được phóng ra ở dưới dạng lượng tử
E = h ν
(với h là hằng số Planck và ν tần số của sự bức xạ) gần như là việc bên lề, "một giả định hình thức thuần tuý. Tôi chẳng suy nghĩ gì nhiều khi ấy" ("... eine rein formale Annahme, ich dachte mir eigentlich nicht viel dabei...").

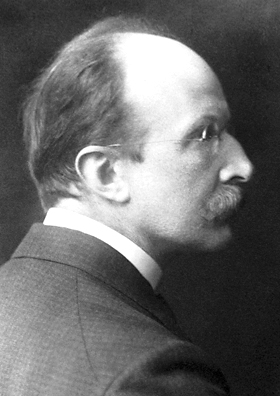
Planck năm 1918, năm ông nhận giải Nobel Vật lý cho công trình về cơ học lượng tử.

Ngày nay, giả định có tính mâu thuẫn với vật lý cổ điển này được xem là điểm khởi phát của ngành vật lý lượng tử và là thành tựu khoa học lớn nhất của Max Planck. (Tuy nhiên cần nên biết là trong những công trình lý thuyết ở những năm 1877, Ludwig Boltzmann đã có lập trường một cách rất tự nhiên là mức năng lượng của một hệ thống vật lý có thể là không liên tục).
Trong thời gian sau, Planck tìm cách nắm được ý nghĩa của các lượng tử nhưng không hiệu quả. Ông ghi lại như sau: "Những thí nghiệm vô hiệu quả của tôi với mục đích sáp nhập thuyết lượng tử vào lý thuyết cổ điển bằng cách nào đó đã kéo dài nhiều năm, hao tổn rất nhiều công sức của tôi".
Các nhà vật lý học khác như John Strutt Nam tước Rayleigh, James Jeans và Hendrik Antoon Lorentz sau đó nhiều năm vẫn đặt thường số này bằng 0 để không bị xung đột với vật lý cổ điển. Nhưng Planck biết rõ là thường số này có một giá trị chính xác khác 0. Ông nhắc lại như sau: "Tôi không hiểu được sự ngoan cố của Jeans. Ông ta là một ví dụ thế nào một nhà lý thuyết không nên là, tương tự trường hợp Hegel trong triết học, và sự việc còn tệ hơn nhiều cho những sự kiện nếu chúng không đúng."
Max Born ghi lại như sau về Max Planck: "Ông có tính bẩm sinh và theo truyền thống gia đình là bảo thủ, không thiên về những đổi mới cách mạng và giữ thái độ hoài nghi với những lời phán đoán. Nhưng niềm tin của ông vào năng lực ép buộc của tư duy lập cơ sở trên sự thật lớn đến mức ông không chần chờ khi đề xuất một giả định mâu thuẫn với truyền thống, bởi vì ông tin chắc là không có một lối ra nào khác".

### Quan hệ với Einstein
Năm 1905, ba công trình nghiên cứu xướng đạo của Albert Einstein – một nhà vật lý chưa từng ai biết cho đến lúc đó – xuất hiện trong Niên báo vật lý (Annalen der Physik). Planck là một trong những người hiếm hoi nhận ra ý nghĩa của lý thuyết tương đối hẹp. Nhờ ảnh hưởng của ông mà lý thuyết tương đối được công nhận và phổ biến tại nước Đức. Chính Planck cũng đã góp phần lớn trong việc khởi thảo thuyết tương đối đặc thù này.
Tuy nhiên, ban đầu giả định của Einstein về quang tử – để giải thích hiện tượng hiệu ứng quang điện do Philipp Lenard phát hiện năm 1902 – đã bị Planck từ khước; ông không chịu gác qua một bên thuyết điện động lực học của Maxwell và nói rằng: "Lý thuyết về ánh sáng sẽ không bị đẩy lùi vài thập niên, mà là vài thế kỉ cho đến thời điểm Christian Huygens phản đối thuyết phát xạ mãnh liệt của Newton...".
Năm 1910, Einstein nói về ứng xử dị thường của nhiệt dung riêng ở nhiệt độ thấp như một hiện tượng không được giải thích bởi vật lý cổ điển. Để giải đáp những mâu thuẫn, Planck và Walther Nernst tổ chức cuộc hội thảo Solvay đầu tiên (Brussels 1911), và ở đây, Einstein đã thuyết phục được Max Planck về sự tồn tại của quang tử.
Trong lúc này, Planck đã nắm chức chủ nhiệm tại Đại học Berlin và cũng qua đó có khả năng gọi Einstein đến Berlin và lập cho ông một bộ môn mới (1914). Ông kết bạn thân với vị này và họ thường hoà nhạc cùng nhau.

### Chiến tranh thế giới thứ nhất và Cộng hoà Weimar
Khi Chiến tranh thế giới thứ nhất bắt đầu, Planck cũng không thoát khỏi sự hăng hái nhiệt tình hiện hành thời. Ông ghi lại:
"Ngoài những sự kiện khủng khiếp thì cũng có những điểm to lớn và hay: Những giải đáp nhanh chóng cho những vấn đề nội chính khó nhất qua sự thống nhất của tất cả các đảng,... sự đề cao tất cả những người giỏi và chân chính."
Mặc dù khước từ tất cả các dạng chủ nghĩa dân tộc thái quá, ví như trường hợp Học viện khoa học Preußen đã trao giải thưởng cho một công trình nghiên cứu Ý dưới ảnh hưởng của ông (Planck giữ một trong bốn ghế chủ tịch hội) mặc dù Ý vừa chuyển sang phía địch thủ. Mặc dù vậy, tờ "Biểu minh của 93 nhà trí thức" (Manifest der 93 Intellektuellen), một quyển sách nhỏ tuyên truyền chiến tranh mang chữ ký của ông, trong khi thái độ chủ trương hòa bình khắt khe của Einstein gần như đã đưa ông vào tù (Einstein chỉ thoát nạn vì lúc đó mang quốc tịch Thuỵ Sĩ). Năm 1915, sau nhiều cuộc hội ngộ với Lorentz, Planck đã thu hồi các thành phần của biểu minh này và 1916, ông ký tên chống chủ nghĩa thôn tính của nước Đức.
Trong thời hỗn loạn sau chiến tranh, Planck – lúc này đã là người có thẩm quyền bậc nhất trong lĩnh vực vật lý tại Đức – ra khẩu lệnh cho các bạn đồng nghiệp là "chịu đựng và tiếp tục làm việc" (Durchhalten und weiterarbeiten). Tháng 10 năm 1920, Fritz Haber và Planck lập "Hội cấp cứu khoa học Đức" (Notgemeinschaft der Deutschen Wissenschaft) với mục đích tương trợ các công trình nghiên cứu đang trong hoàn cảnh khốn cùng. Phần lớn những nguồn tài trợ có nguồn từ ngoại quốc. Planck lúc này giữ nhiều chức vụ lớn tại Đại học Berlin, Học viện khoa học Preußen (Preußische Akademie der Wissenschaften), Hội Vật lý Đức (Deutsche Physikalische Gesellschaft) cũng như Hội Kaiser-Wilhelm (Kaiser-Wilhelm-Gesellschaft, viết tắt KWG, sau này đổi thành hội Max Planck); dưới những hoàn cảnh như thế thì việc nghiên cứu cá nhân là một việc bất khả thi.
Planck gia nhập đảng DVP, đảng của Stresemann, theo đuổi những mục đích tự do về mặt nội chính, nhưng có vẻ theo chủ nghĩa tu chính về phía ngoại giao. Ông từ khước quyền bầu cử phổ thông và quan niệm rằng chế độ Đức quốc xã sau này bắt nguồn từ sự "Bùng dậy của chính quyền số đông".

### Cơ học lượng tử
Cách diễn giảng cơ học lượng tử theo trường phái Kopnenhagen của Bohr, Heisenberg và Pauli trong những năm cuối thập niên 1920 không được Planck tán thành. Cùng với ông, Schrödinger, Laue và Einstein giờ đây cũng được xếp vào hạng bảo thủ. Planck quan niệm thuyết cơ học ma trận của Heisenberg là một học thuyết kinh dị và đón chào phương trình Schrödinger như một sự giải thoát. Ông cho rằng, cơ học sóng sẽ thế chỗ cơ học lượng tử, đứa con của ông. Tuy nhiên, khoa học đã vượt qua những nghi vấn của Planck. Và định luật Planck vốn là phát kiến trong thời nghiên cứu trẻ tuổi của Planck giờ đây có giá trị cho chính ông khi nhìn nhận các phát kiến khác của giới trẻ:
Một chân lý khoa học mới thường không thắng bằng cách thuyết phục những người phản đối và họ tự thú là được dạy, mà qua việc những người này dần dần qua đời cũng như thế hệ đang lên được làm quen với chân lý ngay từ đầu.

### Chế độ độc tàiĐức quốc xãvàChiến tranh thế giới thứ hai
Khi Đức quốc xã nắm quyền năm 1933 thì Planck đã 74 tuổi. Ông phải chứng kiến sự kiện bạn bè đồng nghiệp bị trục xuất khỏi văn phòng làm việc, bị hạ nhục và chứng kiến việc hàng trăm nhà nghiên cứu phải ra khỏi nước Đức. Một lần nữa, ông áp dụng khẩu lệnh "ráng chịu đựng và tiếp tục làm việc", thỉnh cầu những nhà vật lý muốn xuất cảnh ở lại, và ông cũng thành công phần nào trong việc này (ví dụ như trường hợp Heisenberg).
Hahn hỏi Planck là có thể nào tụ hợp một số giáo sư được công nhận để làm một kháng thư chống lại việc đối xử các nhà vật lý gốc Do Thái, và Planck ứng đáp như sau: "Nếu ông tụ họp 30 người như vậy thì hôm sau 150 người khác đến phản đối, vì họ muốn có chỗ làm của những người kia." Trong trường hợp Fritz Haber Planck thậm chí đến nơi Hitler để can thiệp – dĩ nhiên là hoàn toàn vô ích. Haber mất năm 1934 tại hải ngoại.
Một năm sau, với tư cách là chủ tịch hội KWG (từ năm 1930), Planck tổ chức một buổi tưởng niệm Haber một cách thách thức. Ông cũng tạo điều kiện cho một loạt khoa học gia gốc Do Thái làm việc trong các học viện của KWG.
Năm 1936, nhiệm kì chủ tịch KWG của Planck chấm dứt, và vì sự thúc đẩy của chế độ Đức quốc xã nên ông từ khước việc ra ứng cử một lần nữa.
Dần dần, bầu không khí chính trị ngày càng gắt gao. Johannes Stark, đại biểu của nhánh Vật lý Aryan (Arische Physik) và chủ tịch viện Vật lý kĩ thuật đế quốc (Physikalisch-Technische Reichsanstalt) lăng mạ Planck trong một tờ báo của SS; Sommerfeld và Heisenberg bị gọi là "Do Thái trắng" ("weiße Juden") và ông gây nhiều điểm bất đồng trong toàn ngành Vật lý lý thuyết. "Văn phòng khoa học trung ương" tìm hiểu về gia phả của Planck nhưng chỉ đạt được một kết quả vô vị là ông chỉ có 1/16 máu Do Thái.
Năm 1938, Planck ăn mừng sinh nhật 80 tuổi. Trong khi cuộc tổ chức long trọng của DPG đang diễn biến thì nhà vật lý học ngưiời Pháp Louis de Broglie được nhận mề đai Max Planck - ngay trước khi thế chiến bắt đầu. Planck nhận được hơn 900 lời chúc mừng và ông đã đích thân hồi đáp từng lá thư.
Cuối năm 1938, học viện vật lý bị kiểm soát theo kiểu Gleichschaltung, Planck từ chức vì phản đối. Mặc dù tuổi đã cao nhưng ông vẫn thường đi thuyết giảng, ví dụ như năm 1937 đi các nước ở Biển Đông châu Âu (Baltic States) với bài thuyết nổi danh là "Tôn giáo và khoa học tự nhiên" ("Religion und Naturwissenschaft") và vào năm 1943, ông còn chinh phục nổi vài ngọn núi trên 3000m ở rặng Alps.
Trong thế chiến thứ hai, quân Đồng Minh liên tục tiến hành các chiến dịch ném bom khiến Planck và vợ ông phải rời Berlin đến chỗ ở riêng bên sông Elbe. Ông viết năm 1942: "Tôi khát khao trải qua hoạn nạn và được sống cho đến khi chứng kiến bước ngoặt, khởi điểm của sự thăng tiến". Năm 1942, căn nhà của ông tại Berlin bị bom đạn tàn phá. Trong những tuần cuối của cuộc chiến, gia đình ông sa vào biên giới của phe Đồng Minh. Cuối cùng, sau chiến tranh, ông được đưa về nhà của cô cháu tại Göttingen.

### Những năm cuối
Ngay sau chiến tranh, Hiệp hội Kaiser-Wilhelm (Kaiser-Wilhelm-Gesellschaft) được lập lại với sự chỉ đạo từ Göttingen; chính quyền chiếm đóng Anh bắt đặt tên khác và vì vậy, Hiệp hội Max-Planck (Max-Planck-Gesellschaft) được kiến lập (kể từ tháng 2 năm 1948). Planck lại giữ ghế chủ tịch hội về mặt hình thức.
Mặc dù các vấn đề sức khoẻ ngày càng tăng nhưng Planck vẫn tiếp tục đi thuyết giảng. Năm 1946, ông tham dự các buổi lễ của Hiệp hội hoàng gia (Royal Society) nhân dịp kỉ niệm ngày sinh nhật thứ 300 của Newton với tư cách là người Đức duy nhất được mời. Ngày 4 tháng 10 năm 1947, Planck qua đời sau khi bị té và nhiều cơn tai biến mạch máu não khác.

## Quan điểm tôn giáo
Planck tận tụy và bền bỉ trung thành với đạo Thiên chúa từ thời thơ ấu cho đến khi mất nhưng ông cũng rất rộng mở với những quan điểm và tôn giáo khác và không hài lòng với những đòi hỏi về niềm tin không được thắc mắc của các tổ chức của nhà thờ Đức quốc xã.
Thiên Chúa mà Planck tin là một đấng toàn năng, biết tất cả, nhân từ nhưng không thể hiểu được, ngập tràn tất cả mọi thứ, biểu hiện bằng các biểu tượng, bao gồm các định luật vật lý. Quan điểm của ông có thể đã được thúc đẩy bởi một cách nhìn trái ngược của Einstein và Schrödinger - chống lại những nhà thực chứng, tổng kết chủ quan thế giới của cơ học lượng tử vũ trụ của Bohr, Heisenberg và những người khác. Planck quan tâm đến chân lý và vũ trụ ngoài tầm quan sát, và phản đối chủ nghĩa vô thần như là một nỗi ám ảnh với các biểu tượng.
Planck xem những nhà khoa học như một con người của trí tưởng tượng và niềm tin, "đức tin" được hiểu tương tự như "có một giả thuyết chấp nhận được" ("having a working hypothesis"). Ví dụ, các nguyên tắc của quan hệ nhân quả là không đúng hay sai mà là một hành động của đức tin.

## Huy chương và vinh dự
- Huy chương Lorentz 1927
- "Pour le Mérite" dành cho khoa học và nghệ thuật 1915 (Planck là chủ tịch hội trao huân chương này từ 1930 trở đi)
- Giải Nobel Vật lý năm 1918 (được trao năm 1919)
- Huân chương con chó của Đế quốc Đức năm 1928
- Huy chương Max-Planck (1928, cùng với Einstein; giải này được tặng bởi DPG năm 1928)
- Giải Goethe năm 1945
- Tiến sĩ danh dự của các đại học Frankfurt, München (TH), Rostock, Berlin(TH), Graz, Athen, Cambridge, London và Glasgow
- Viện sĩ Viện hàn lâm giáo hoàng về Khoa học
- Tiểu hành tinh 1069 được gọi để tôn vinh Planck là "Stella Planckia" (1938)
- Từ năm 1957 đến 1971, các đồng tiền 2-DM của Đức mang hình của Max Planck.

## Tác phẩm
- Planck, Max. (1897). Vorlesungen über Thermodynamik
- Planck, Max. (1900). "Entropy and Temperature of Radiant Heat Lưu trữ ngày 23 tháng 9 năm 2006 tại Wayback Machine." Annalen der Physik, vol. 1. no 4. April, pg. 719-37.
- Planck, Max. (1901). "On the Law of Distribution of Energy in the Normal Spectrum Lưu trữ ngày 22 tháng 2 năm 2015 tại Wayback Machine". Annalen der Physik, vol. 4, p. 553 ff.